# Willi Boldt
Willi Boldt (* 9. Mai 1928) war Fußballspieler in Wismar. Mit der BSG Motor Wismar spielte er 1951/52 in der DDR-Oberliga, der höchsten Fußballklasse in der DDR.

## Sportliche Laufbahn
Mit zehn Jahren meldete sich Boldt beim TSV Wismar an, um künftig organisiert Fußball zu spielen. Der Zweite Weltkrieg unterbrach seine sportliche Laufbahn, 1944 wurde er in die Wehrmacht eingezogen und geriet nach Kriegsende in Gefangenschaft. Nach seiner Entlassung war sein bisheriger Verein aufgelöst worden, und Boldt schloss sich der Sportgemeinschaft Wismar-Süd an, die in der Nachkriegszeit über die stärkste Fußballmannschaft in der Hafenstadt verfügte. Seine ersten regelmäßigen Punktspiele im Männerbereich bestritt er in der Saison 1951/52 mit der Nachfolgegemeinschaft der SG Süd, der Betriebssportgemeinschaft (BSG) Motor Wismar. Die Mannschaft war gerade in die Oberliga aufgestiegen und kämpfte mit Boldt, der in 14 der 36 ausgetragenen Punktspiele in der Regel als linker Verteidiger eingesetzt wurde, um den Klassenerhalt. Mit nur zehn Siegen reichte es am Ende der Saison nicht, und die BSG Motor musste in die zweitklassige DDR-Liga absteigen.
In der Liga-Saison 1952/53 war Boldt lediglich Reservespieler und kam nur in einem Punktspiel in der 1. Mannschaft zum Einsatz. 1953/54 bestritt er 14 der 26 Liga-Punktspiele und verdiente sich mit seinem konsequenten Abwehrspiel den Beinamen „Eisenfuß“. Nach einem erneuten Reservistendasein in der Spielzeit 1954/55 mit nur zwei Punktspieleinsätzen in der 1. Mannschaft spielte Boldt 1956 seine beste Saison. Nun als Mittelfeldspieler nominiert kam er in den 26 Punktspielen der Wismarer auf 20 Einsätze. 1957 kam für den 29-Jährigen das Aus im Leistungssport, nachdem er in einem Spiel mit der 2. Mannschaft einen Schienen- und Wadenbeinbruch erlitten hatte. Später war er noch mit der Altherrenmannschaft aktiv und trainierte mehrere Jahre mit seinem ehemaligen Mannschaftskollegen Günter Szewierski die Juniorenmannschaft der BSG Motor Wismar.